# 埃爾弗斯峰
79°52′S 83°33′W / 79.867°S 83.550°W
埃爾弗斯峰（英語：Elvers Peak）
是南極洲的山峰，位於埃爾斯沃思地，屬於埃爾斯沃思山脈中赫里蒂奇嶺的一部分，處於埃德森山東南端，海拔高度1,615米，根據美國地質調查局的測量和美國海軍的空中照片被繪入地圖。